# دانييل لامبرت
دانييل لامبرت (13 مارس 1770 - 21 يونيو 1809) كان حارسًا للسجن ومربي حيوانات من مدينة ليستر في إنجلترا، واشتهر بحجمه الضخم بشكل استثنائي. بعد أن قضى أربع سنوات كمتدرب في أعمال الحفر وصب القوالب في برمنغهام، عاد إلى ليستر حوالي عام 1788 وتولى منصب حارس سجن ليستر خلفًا لوالده.
كان لامبرت رياضيًا شغوفًا وذو قوة بدنية هائلة؛ ففي إحدى المناسبات خاض معركة مع دب في شوارع ليستر. كان خبيرًا في الحيوانات الرياضية، ونال احترامًا واسعًا لمعرفته وخبرته في التعامل مع الكلاب والخيول ومصارعة الديوك.
عندما عاد دانييل لامبرت إلى ليستر، بدأ وزنه في الزيادة بشكل مطرد، على الرغم من كونه نشيطًا رياضيًا وامتناعه عن شرب الكحول وتناوله كميات طعام معتدلة، حسب روايته الشخصية. بحلول عام 1805، تم إغلاق السجن الذي كان يديره. في ذلك الوقت، وصل وزنه إلى 50 ستون (700 رطل؛ 320 كجم)، مما جعله أثقل شخص موثق في التاريخ حتى تلك الفترة. بسبب عدم تمكنه من العثور على عمل وحساسيته تجاه حجمه الضخم، أصبح لامبرت منعزلاً عن المجتمع.
في عام 1806، أجبر الفقر دانييل لامبرت على عرض نفسه للجمهور لجمع المال. في أبريل من نفس العام، انتقل إلى لندن وبدأ في استقبال الزوار في شقته مقابل رسوم. كان الزوار منبهرين بذكائه وشخصيته، وأصبح زيارته أمرًا شائعًا ومحبوبًا بين الناس. بعد بضعة أشهر من عرض نفسه للجمهور، شعر لامبرت بالملل من هذا النشاط، وفي سبتمبر 1806 عاد إلى ليستر وقد أصبح ثريًا. هناك، تفرغ لتربية الكلاب الرياضية وحضور الأحداث الرياضية بشكل منتظم. بين عامي 1806 و1809، قام بجولات قصيرة إضافية لجمع المال، مما أضاف إلى شهرته واستقلاله المالي.
في يونيو 1809، توفي دانييل لامبرت فجأة في مدينة ستامفورد بمقاطعة لينكولنشاير. عند وفاته، بلغ وزنه 52 ستون و11 رطلاً (739 رطلاً؛ 335 كجم). تطلب صنع تابوته استخدام 112 قدمًا مربعًا (10.4 متر مربع) من الخشب. تم تصميم التابوت بعجلات لتسهيل نقله، وحُفر منحدر خاص للوصول إلى القبر. ومع ذلك، استغرق الأمر 20 رجلاً قرابة نصف ساعة لسحب التابوت إلى الحفرة في مقبرة جديدة خلف كنيسة القديس مارتن.
على الرغم من أن أشخاصًا آخرين حطموا رقمه القياسي كأثقل شخص في التاريخ منذ ذلك الحين، لا يزال دانييل لامبرت شخصية محبوبة في ليستر. في عام 2009، وصفته صحيفة ليستر ميركوري بأنه "واحد من أكثر رموز المدينة تقديرًا".

## سيرة

### حياته المُبكرة
وُلد دانييل لامبرت في منزل والديه في شارع بلو بور لين بمدينة ليستر في 13 مارس 1770. كان والده، الذي يحمل نفس الاسم، يعمل كصياد لصالح هاري غراي، إيرل ستامفورد الرابع، وكان عند ولادة ابنه يشغل منصب حارس سجن ليستر. كان دانييل لامبرت الابن الأكبر بين أربعة أطفال؛ كان له شقيقتان، وأخٌ توفي في سن مبكرة.
في سن الثامنة، كان دانييل لامبرت سباحًا متحمسًا، وخلال معظم حياته قام بتعليم الأطفال المحليين السباحة. كان عمه من جهة الأب يعمل أيضًا مع الحيوانات مثل والده، لكنه عمل كحارس محترف لمزارع الطرائد. أما جده من جهة الأم، فكان مربيًا لديوك القتال البطلة. نشأ لامبرت وهو يمتلك شغفًا كبيرًا بالرياضات الميدانية، وكان شغوفًا بشكل خاص بصيد ثعالب الماء، وصيد الأسماك، وإطلاق النار، وسباقات الخيول. في سنوات مراهقته المبكرة، أظهر حماسًا كبيرًا للرياضة، وبحلول أواخر مراهقته كان يُعتبر خبيرًا في تربية كلاب الصيد.
في عام 1784، تم تعيين دانييل لامبرت متدربًا لدى شركة تايلور وشركاه، وهي منشأة متخصصة في النقش وصب القوالب في مدينة برمنغهام، وكان يمتلكها السيد بنيامين باتريك. كانت الشركة متخصصة في إنتاج أبازيم وأزرار منقوشة، ولكن مع تراجع موضة هذه المنتجات، بدأت أعمالها في الانهيار. في عام 1788، عاد لامبرت إلى ليستر ليعمل كمساعد لوالده في السجن. ومع ذلك، تشير بعض المصادر إلى أن عودته حدثت في عام 1791 بعد تدمير المبنى الذي كانت تشغله شركة تايلور وشركاه خلال أعمال شغب بريستلي في يوليو 1791. تقاعد والده بعد فترة قصيرة، وتولى دانييل لامبرت الابن منصب حارس السجن. كان لامبرت حارسًا يحظى باحترام كبير؛ حيث كوّن صداقات مع العديد من السجناء، وبذل جهودًا كبيرة لمساعدتهم خلال محاكماتهم.

### وزن
على الرغم من أن دانييل لامبرت كان يؤكد أنه لم يتناول كميات طعام كبيرة بشكل غير طبيعي، إلا أن وزنه بدأ في الزيادة تدريجيًا عند عودته إلى ليستر. بحلول عام 1793، وصل وزنه إلى 32 ستون (450 رطل؛ 200 كـغ). قلقًا على لياقته البدنية، كرس لامبرت وقته الفراغي للتمارين الرياضية، مما جعله يتمتع بقوة هائلة مكّنته من حمل خمسة مئات وزن طويلة بسهولة (560 رطل؛ 250 كجم). في إحدى المناسبات، أثناء مشاهدته دبًا راقصًا في عرض بشارع بلو بور لين، هرب كلبه وهاجم الدب. ضرب الدب الكلب وأطاح به أرضًا، فطلب لامبرت من مروض الدب أن يقيده ليستطيع إنقاذ كلبه المصاب. لكن المروض نزع الكمامة عن الدب ليسمح له بمهاجمة الكلب. وفقًا للتقارير، استخدم لامبرت عصا لضرب الدب، ثم لكم رأسه بيده اليسرى، مما أسقطه أرضًا وأتاح للكلب الفرار.
على الرغم من حجمه المتزايد، ظل دانييل لامبرت لائقًا ونشيطًا. ففي إحدى المرات، مشى مسافة 7 ميل (11 كـم) من وولويتش إلى مدينة لندن "بجهد أقل بكثير مقارنة بعدة رجال متوسطين الحجم كانوا معه". على الرغم من أنه لم يكن يتمتع برشاقة كبيرة، إلا أن حجمه لم يقيده بشكل كبير. كان قادرًا على الوقوف على ساق واحدة وركل الأخرى إلى ارتفاع 7 قدم (2.1 م). واصل أيضًا تعليم السباحة في ليستر، وتمكن من البقاء طافيًا مع وجود رجلين بالغين جالسين على ظهره. كان لامبرت يكره تغيير ملابسه، وكان يرتدي يوميًا نفس الملابس التي ارتداها في اليوم السابق، حتى لو كانت لا تزال مبللة. ووفقًا لروايته الشخصية، لم يعانِ من نزلات البرد أو أي تأثيرات سلبية أخرى نتيجة لهذا السلوك.
بحلول عام 1801، وصل وزن دانييل لامبرت إلى حوالي 40 ستون (560 رطل؛ 250 كـغ). وبسبب حجمه الكبير، لم يعد هو ولا حصانه قادرين على مواكبة الصيد، مما اضطره للتخلي عن هذه الهواية. ومع ذلك، استمر في الحفاظ على اهتمامه بالرياضات الميدانية، حيث كان يمتلك قطيعًا من 30 كلبًا من نوع تيرير. في تلك الفترة، ورغم أنه احتفظ بسمعة قوية كحارس سجن، بدأت تثار مخاوف جدية بشأن لياقته البدنية لتولي هذا المنصب. كانت السجون التقليدية تتراجع لصالح مؤسسات العمل القسري، وفي عام 1805 تم إغلاق السجن القديم بريدويل. وبعدما فقد وظيفته، منحته محكمة ليستر تعويضًا سنويًا قدره 50 جنيهًا إسترلينيًا (ما يعادل حوالي 5100 جنيه إسترليني في عام 2023) تقديرًا لخدمته الممتازة كحارس سجن.